# Matthew Reilly
Matthew John Reilly (Sydney, 2 luglio 1974) è un regista e scrittore australiano di thriller d'azione.

## Biografia
Da sempre appassionato di fantascienza e cinema, ha scritto il suo primo romanzo, Contest, nel 1992 mentre era all'università, pubblicandolo successivamente in proprio. Notato in una libreria da un editore di romanzi per il grande pubblico, il libro è stato ristampato e divenuto immediatamente un best seller.
Il principale personaggio ideato da Matthew Reilly è il capitano Shane M. Schofield del Corpo dei Marines degli Stati Uniti d'America. Altri famosi sono l'australiano Jack West Jr. e il professore universitario William Race. Ha poi creato la serie per ragazzi Hover Car Racer, considerata un incrocio fra Harry Potter e Fast and Furious.
Reilly ha sempre affermato di essersi sentito ispirato da diversi scrittori e registi, fra i quali spiccano Michael Crichton, Steven Spielberg e George Lucas.
Reilly conclude ogni suo romanzo nei ringraziamenti, con una formula ormai divenuta famosa: "a chiunque conosca uno scrittore: perché non sottovaluti mai l'importanza di un incoraggiamento!".

## Vita privata
Dal 2005 è sposato con Natalie Reilly, sua fidanzata dall'università, a cui dedica ogni suo libro, ha diretto il suo primo film thriller action Interceptor con il produttore Chris Hemsworth che nel film ha una parte in cameo ed Elsa Pataky per la parte da protagonista nel film.

## Opere

### Serie diShane M. Schofield (Scarecrow - Lo Spaventapasseri)
- 1999 - Ice Station (Ice Station), Baldini Castoldi Dalai (ISBN 9788884903341)
- 2001 - Area 7 (Area 7), TEA (ISBN 9788850213238)
- 2003 - Bersaglio acquisito (Scarecrow), TEA (ISBN 9788850211272)
- 2005 - Hell Island
- 2013 - L'esercito dei mercenari (Scarecrow and the army of thieves), Editrice Nord (ISBN 9788842922377)

### Serie diHover Car Racer
- 2004 - Hover Car Racer
- 2005 - Crash Course
- 2005 - Full Throttle
- 2007 - Photo Finish

### Serie diJack West Jr.
- 2005 - Le sette prove (The Seven Ancient Wonders o Seven Deadly Wonders), TEA (ISBN 9788850215935)
- 2007 - Le sei pietre sacre (The Six Sacred Stones), Editrice Nord (ISBN 9788842915591)
- 2010 - I cinque guerrieri (The Five Greatest Warrior), Editrice Nord (ISBN 9788842916840)

### Altri romanzi
- 1999 - Tempio (Temple), Baldini Castoldi Dalai (ISBN 9788884903891)
- 2000 - Contest
- 2013 - The Tournament (in pubblicazione il 12 novembre 2013 in Australia, Regno Unito e USA)
- 2014 - La minaccia del drago (The Great Zoo of China), Editrice Nord, 2016 (ISBN 9788842926733)

## Filmografia
- Interceptor (2022)